# سکوت بزرگ (داستان)
”سکوت بزرگ”داستان کوتاهی علمی‌تخیلی از نویسنده آمریکایی تد چیانگ است که ابتدا در مه ۲۰۱۵ در e-flux Journal منتشر شد.

## خلاصه داستان
تلسکوپ رادیویی بزرگ آرسیبو در پورتوریکو، سال ۱۹۷۴، به امید تماس با موجودات هوشمند فرازمینی، پیغامی رادیویی از سوی بشریت به اعماق فضا می‌فرستد. اما اگر این موجودات هوشمند در نزدیکی  خود تلسکوپ زندگی کنند چه؟

## ترجمه فارسی
این داستان با ترجمه شایان جوادی در مجله سیاه‌مشق چاپ شده.